# 臺南市新市區大社國民小學
臺南市新市區大社國民小學，簡稱大社國小，是一所位於臺灣臺南市新市區的市立國民小學。

## 學區
- 大社、潭頂里、大營里1鄰、6鄰。[1]

## 沿革
下列為大社國小的相關沿革：
- 1920年，設立山仔頂公學校大社分離教室。
- 1924年4月，設立大社分教場。
- 1925年10月，併入山上公學校。
- 1938年3月，第二次設立大社分教場。
- 1941年3月，成立大社國民學校。
- 1946年1月，奉令獨立為山上鄉第二國民學校。
- 1947年2月，鄉界劃分併入新市鄉旋即廢校。
- 1949年8月，設立新市國民學校大社分校。
- 1952年8月，奉令獨立設校，稱大社國民學校。
- 1969年5月，因實施九年國民義務教育，奉令改稱新市鄉大社國民小學。
- 2010年12月25日，因臺南縣市合併改制為直轄市，校名改稱為「臺南市新市區大社國民小學」。

## 外部連結
- 臺南市新市區大社國民小學